# 徐道一
徐道一（1934年8月—），浙江鄞县人，是中國数学地质学家、天文地质学家。曾為中国地震局地质研究所研究员。

## 生平
1956年，徐道一毕业于北京地质学院地质专业。1963年獲苏联莫斯科大学副博士學位。
先後在中国科学院地质研究所、中国地震局地质研究所工作。亦曾擔任中国地震预测咨询委员会副主任、中国地球物理学会天灾预测专业委员会常委。
2011年2月，徐道一與孙文鹏等人向國務院上書《怒江修筑多个拦江大坝的做法风险太大，不应采纳》的聯名信，表示在怒江興建梯级水坝存在风险。

## 著作
- 《天文地震學引論》（1989年，合著）
- 《周易科学观》（1992年）
- 《《周易》與當代自然科學》（1995年）
- 《《周易》與二十一世紀》（2000年）
- 《21世纪中国-周易科学》（2008年）
- 《和实生物同则不继》（2012年）
- 《太极序列》（2014年）